# 개릿 하딘
개릿 하딘(Garrett Hardin, 1915년 4월 21일 - 2003년 9월 14일)는 미국 텍사스주 댈러스 출신의 생물학자이다. 1963년부터 1978년까지 캘리포니아주 샌타바버라 대학에서 생태학 교수를 지냈다. 1968년 〈공유지의 비극〉을 과학 저널에 게시하고 자원 관리의 필요성에 대한 문제를 제기했다. 또한 그의 ‘구명정에 산다’에서 제창된 구명 보트의 윤리는 반인도적이라는 비판을 받았다.
2003년 9월 62번째 결혼기념일 직후, 샌타바버라의 집에서 루게릭병을 앓던 아내와 함께 자살했다. 향년 88세와 81세였다.

## 같이 보기
- 생명윤리학
- 다문화주의
- 톱니효과
- 금기